# Chalco de Díaz Covarrubias
Chalco de Díaz Covarrubias est une municipalité de l'État de Mexico, au Mexique. Elle couvre une superficie de 219,22 km2 et compte 310 130 habitants d'après le recensement de 2010.